# 羅佩芝
羅佩芝（英語：Doris Law Pui Chi；1955年11月25日—），前無綫電視藝員，1981年度香港小姐競選原冠軍，因虚報年齡而被無綫電視取消資格。後改由亞軍勞錦嫦替代。現已淡出娛樂圈，移居美國專心經營自己的美容院。

## 生平
羅佩芝出生於香港，籍贯中國大陸潮州。移居美國前，羅佩芝於聖瑪加利女書院讀完了中學课程。17歲時，羅與父母一起移居美國舊金山。她於美國入讀了舊金山州立大學，但只取得了肄業證。羅佩芝自幼便富有歌唱天赋，於香港讀中學時，歌唱才藝很好。1978年，羅參加了美国舊金山市举辦的「玫瑰皇后」選美比賽，羅在内获得了冠軍。1979年，羅又參加了舊金山的歌唱比賽，結果她以一曲《葡萄成熟時》(陳蘭麗原唱)再次获得了冠軍。

## 取消資格事件與無綫電視簽約
1981年5月，已滿25歲但未滿以26歲（1955年的出生之齡）羅佩芝回港參選香港小姐。因無綫電視當時規定每位港姐芳齡都不可超過25歲。
最終，羅佩芝赢得了冠軍名誉。不久，有位匿名人跟無綫電視高层告密，無綫電視為維護所定規則的權威性，决定取消羅佩芝的港姐冠軍資格，後改由亞軍勞錦嫦替代。但當時，羅佩芝還在美國享受她做港姐後的喜悅。
1985年，她得到唱片公司的賞識，并向唱片公司簽了三年的合約，在這期間成功推出了她的个人專辑《好大的風》。在與唱片公司約滿後，羅佩芝和無綫電視言歸於好，并與無綫電視簽下了两年的合約，至1987年正式離開。

## 演出作品

### 電視劇（無綫電視）
- 1987年：鐳射青春
- 1987年：天龍神劍

### 電影
- 1982年：血中血 飾 督察妻子
- 1987年：呷醋大丈夫

## 歌曲
- 我是個女人
- 好大的風
- 一人演戲
- 雪在燒

## 外部連結
- 虚報事件